# ドロテア・フィーマン
ドロテア・フィーマン（独: Dorothea Viehmann、1755年11月8日 - 1816年11月17日）はドイツの作家、語り部。彼女の物語はグリム兄弟が収集した童話の重要な資料となった。ドロテア・フィーマンの物語のほとんどは、グリム童話集の第2巻に掲載されている。

## 生涯
フィーマンは、カッセル近郊のレンガースハウゼンで、居酒屋の店主の娘としてカタリーナ・ドロテア・ピアソンとして生まれた。彼女の父方の先祖は、ナントの勅令が撤回された後、フランスからヘッセン＝カッセルに逃れた迫害されたユグノー教徒だった。成長するにつれ、フィーマンは父親の居酒屋の客から数多くの物語、伝説、おとぎ話を学んだとされる。
1777年、ドロテア・ピアソンは仕立て屋のニコラウス・フィーマンと結婚し、1787年から1798年まで、家族はニーダーツヴェーレン (現在はカッセル市の一部) に住んでいた。夫の死後、彼女は地元の市場で自分の庭で採れた作物を売り、自分と7人の子供たちを養わなければならなかった。
彼女は1813年にグリム兄弟と知り合い、40以上の物語とそのバリエーションを彼らに語った。祖先がユグノー教徒だったため、彼女の物語の多くはフランスの童話に基づいている。ヴィルヘルム・グリムは、自分と弟がこの女性に会ったのは驚くべき偶然だったと供述している。兄弟たちは、フィーマンが物語を一言も変えずに何度も語り直せることに特に感銘を受けた。ただし、物語の中には未完のままのものもいくつかある。

## 童話
グリム童話の中のいくつかの物語は、ドロテア・フィーマンに由来しているとされている。
- KHM6: 忠臣ヨハネス (Der treue Johannes)
- KHM9: 十二人兄弟 (Die zwölf Brüder)
- KHM29：金の毛が3本生えた鬼 (Der Teufel mit den drei goldenen Haaren)
- KHM34: 知恵者エルゼ (Die kluge Else)
- KHM61: 水呑百姓（英語版） (Das Bürle)
- KHM63: 三枚の鳥の羽 (Die drei Federn)
- KHM71: 六人男、世界を股にかける (Sechse kommen durch die ganze Welt)
- KHM76: なでしこ (Die Nelke)
- KHM89: がちょう番の女 (Die Gänsemagd)
- KHM94: 賢い百姓娘 (Die kluge Bauerntochter)
- KHM98: もの知り博士 (Doktor Allwissend)
- KHM100: 悪魔の煤けた相棒 (Des Teufels rußiger Bruder)
- KHM102: みそさざいと熊 (Der Zaunkönig und der Bär)
- KHM106: 貧乏な粉屋の若者と小猫 (Der arme Müllersbursch und das Kätzchen)
- KHM108：ハンスぼっちゃんはりねずみ（Hans mein Igel）
- KHM111: 腕のいい狩人 (Der gelernte Jäger)
- KHM115: 明るいお天道様は明るみに出す (Die klare Sonne bringt's an den Tag)
- KHM118: 三人の軍医（Die drei Feldscherer）
- KHM125: 悪魔とそのおばあさん (Der Teufel und seine Großmutter)
- KHM127: 鉄のストーブ (Der Eisenofen)
- KHM128: なまけ者の糸つむぎ女 (Die faule Spinnerin)

略語「KHM」は、一覧の原題「Kinder- und Hausmärchen」を指す。グリム兄弟は、ドロテア・フィーマンに由来するテキストに「aus Zwehrn」（Zwehrn=ニーダーツヴェーレン（en:Niederzwehren）の略）という注釈を付けている。

## ゆかりの地と記念碑

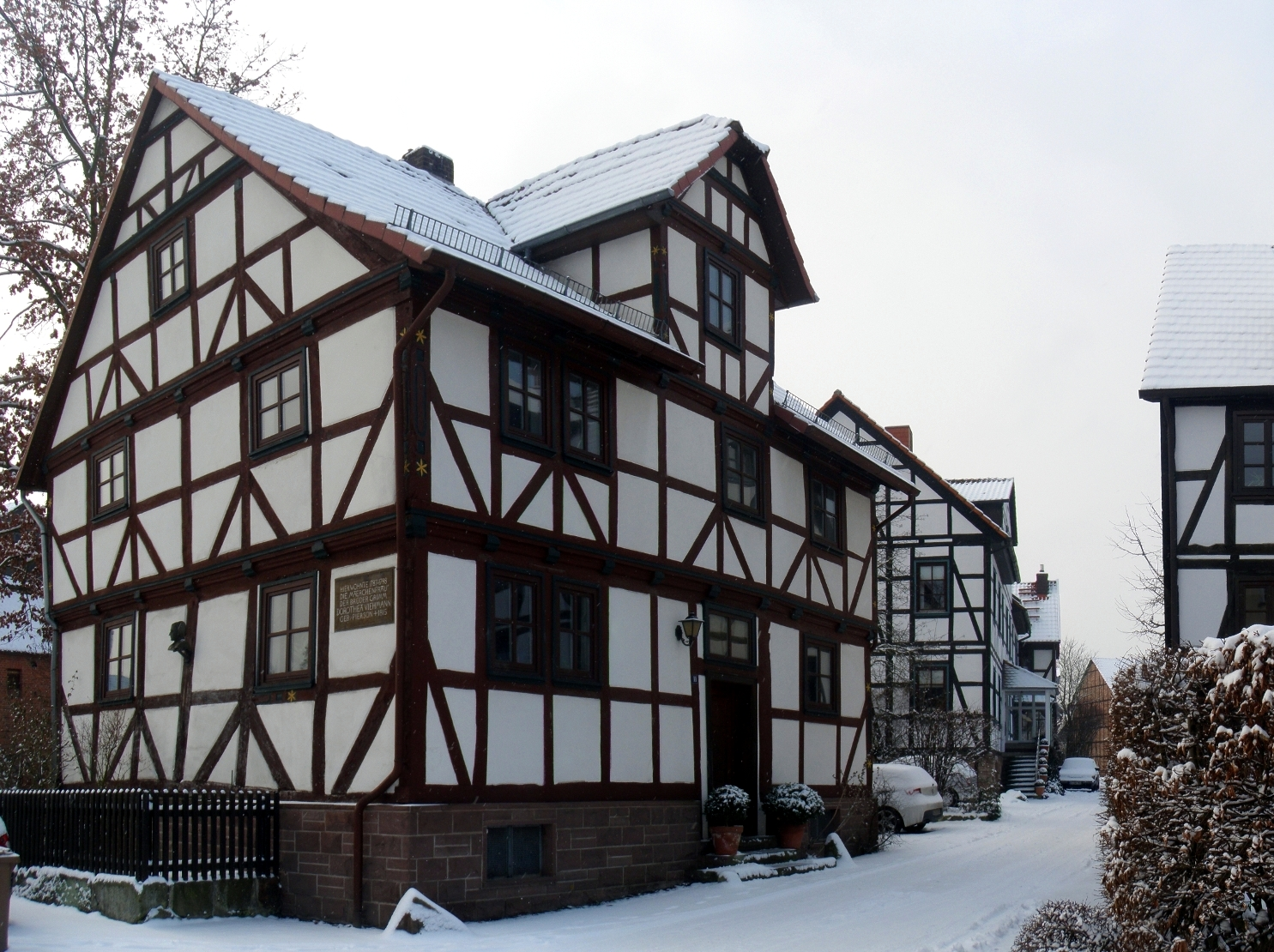
ニーダーツヴェーレンにあるドロテア・フィーマンの家。彼女は 1787 年から 1798 年までこの家に住んでいました。

ニーダーツヴェーレンの歴史的な一帯は、今日では有名な童話作家に敬意を表して「Märchenviertel」（おとぎ話の街）と呼ばれることもある。木造の2軒の家屋に建てられた記念碑は、ドロテア・フィーマンが1787年から1798年まで、および同年から亡くなるまで住んでいた場所を示している。
また、クォーターの小学校と最近作られた公園の両方に、この語り部の名が付けられている。
フィーマンの父親が所有していた居酒屋兼醸造所は、現在も地元のヒュット醸造所によって運営されている。この醸造所は、バウナタール＝レンガースハウゼンのカッセル西高速道路ジャンクション近くの連邦アウトバーン49号線沿いにある。
2009年、芸術家ベラナ・マスームによるドロテア・フィーマンの記念碑がフェアリーテイル地区の近くに設置された。